# إدارة كولورادو للصحة العامة والبيئة
إدارة كولورادو للصحة العامة والبيئة ( CDPHE )، هي الإدارة الرئيسية في حكومة ولاية كولورادو المسؤولة عن الصحة العامة والتنظيم البيئي.

## التاريخ
في عام 1876، أنشئ مجلس الصحة الإقليمي عندما وقع الحاكم جون إل روت تشريعًا ليصبح قانونًا لإنشاء مجلس الأطباء المكون من تسعة أعضاء في جميع أنحاء الولاية. كان ميثاقهم هو التحقيق في قضايا الصحة العامة والتوصية بالقرارات. وكانت ميزانيته السنوية 500 ألف دولار. كان الرئيس الدكتور فريدريك جيه بانكروفت، والسكرتير هاريسون أ. ليمين. وكان الأطباء الآخرون في المجلس هم ويليام إتش وليامز، إيه. في. سمول، توماس جي. هورن، ويليام إدموندسون، راسل جي. كولنز، تيموثي إم. سميث، وتوماس إن. ميتكالف.
تأسست لجنة الصحة في ولاية كولورادو في 22 مارس 1877، برئاسة فريدريك بانكروفت. كانت لديها مسؤوليات محدودة، مثل جمع الإحصائيات حول التخلص من الصرف الصحي وإمدادات المياه. دعا بانكروفت أيضًا إلى إجراء أبحاث حول أفضل الارتفاعات المناسبة لتطوير الأطفال عقليًا وجسديًا. وبسبب دورهم المحدود في الترويج لقضايا الصحة العامة، استقال الأعضاء وانتظروا حتى نهاية فتراتهم لمغادرة مناصبهم. ولم يكن هناك أعضاء وفشلت اللجنة في البقاء قائمة في 1 يونيو 1886.

## روابط خارجية
- الموقع الرسمي